# Luigi Torchi
Luigi Torchi (Mordano, 1858. november 7. – Bologna, 1920. szeptember 18.) olasz zenetudós.

## Életpályája
Luigi Torchi az olaszországi Mordanóban (Bologna tartomány) született. Zeneszerzést tanult a Accademia Filarmonica di Bologna-ban, a nápolyi zenei konzervatóriumokban Paolo Serrao-nál, majd Franciaországban és Németországban, ahol Salomon Jadassohn és Carl Reinecke lipcsei tanárok tanították. Ezzel párhuzamosan Olaszországban irodalmi tanulmányokat is végzett, ahová 1884-ben tért vissza véglegesen. 1885-től 1891-ig zenetörténetet tanított és könyvtárosként dolgozott a pesaroi Liceo Musicale Rossiniben, a következő években pedig a bolognai Liceo Musicale zeneszerzés-tanára volt. 1894-től 1904-ig a Rivista musicale italiana kiadója volt, amelyhez különböző tanulmányokkal és kritikai cikkekkel járult hozzá.
Feleségül vette Teresina Marchesinit, két gyermekük született: Steno Torchi (aki fiatalon meghalt, mert egy fel nem robbant aknát szedett fel a földről) és Atte Torchi (1907. július 16. - 2002. március 25.).
Élete utolsó éveit a Bazzano dombjain (Bologna tartomány) található Villa Atte nyári rezidenciában töltötte (amelyet lányának szentelt).
Torchi 61 éves korában Bolognában hunyt el.

## Kiadványok
- A romantikus iskola Németországban és kapcsolata a nemzeti operával és zenével, 83., 91., 101. o. (1884)
- Richard Wagner: Kritikai tanulmány (1890)
- Canzoni ed arie italiane ad una voce nel secolo XVII, 581-656. o. (1894)
- L'accompagnamento degl'istrumenti nei melodrammi italiani della prima metà del seicento, 7-38. és 666-71. o. (1894)
- Robert Schumann és „Jelenetek Goethe Faustjából”, 381-419. o. (1895)
- Instrumentális zene Itáliában a 16., 17. és 18. században, köt. IV. kötet 581-630. o. (1897), V. kötet 64-84., 281-320., 455-89. o. (1898), VI. kötet 255-88. és 693-726. o. (1899), VII. kötet 233-51. o. (1900), VIII. kötet 1-42. o. (1901).
- Giuseppe Verdi operája és főszereplői, 297-325. o. (1901)
- I monumenti dell'antica musica francese a Bologna, 451-505. és 575-615. o.[1] (1906)
- L'arte musicale in Italia: pubblicazione nazionale delle più importanti opere musicali italiane dal secolo XIV al XVII, tratte da codici, antichi manoscritti ed ed edizioni primitive, scelte, trascritte in notazione moderna, messa in score ed annotate[2] (1907) (1907)